# 山崎大輝
山崎 大輝（やまざき たいき、1995年10月3日 - ）は、日本の俳優、歌手、タレントである。静岡県出身。イマジェネ所属。

## 来歴
- 2010年、『第23回 ジュノン・スーパーボーイ・コンテスト』に出場。11月に行われた最終審査のパフォーマンスでL'Arc〜en〜Cielの「Caress of Venus」を歌い、審査員特別賞を受賞[5][4][3]。
- 2011年3月、イトーカンパニーへの所属を発表。
- 2012年5月、同事務所の樋口裕太、育乃介と共に東京タワー応援団「タワーボーイズ」を結成[6]。2012年、2013年と毎月東京タワーで様々なイベントを行った[7]。
- 2014年7月、Initial Film株式会社 第三回公演『あなたに贈るキス2』にて舞台初主演を務める。
- 2015年6月17日 - 21日の舞台『倫敦影奇譚シャーロック・ホームズ』にて同月10日、主演の樋口裕太の体調不良による降板を発表。それに伴い代役として山崎大輝の出演が発表される。14日に配役変更があり、実質2日間の稽古期間のみでウィギンス役を演じきった[8]。
- 2017年2月より、スーパー戦隊シリーズ『宇宙戦隊キュウレンジャー』に、ナーガ・レイ / ヘビツカイシルバー役で出演[3]。
- 2019年1月11日、オフィシャルファンクラブ『炭酸は強めで』開設（スマートフォンサイト）。
- 2020年4月1日、9年間所属していたイトーカンパニーを退社し株式会社イマジェネに所属[9]。

## 人物
- 特技は歌・パソコン、趣味はゲーム、音楽鑑賞、パソコン[2]。
- 好きなアーティストはL'Arc〜en〜Ciel・ゴールデンボンバー、尊敬する人はhyde・鬼龍院翔[10]。
- 名前の由来は「大きく輝け」の他に「大器晩成」という意味が込められている[11]。
- アニメに興味はないが、『デスノート』と『新世紀エヴァンゲリオン』は好きなアニメに挙げている[12]。
- ジュノンボーイになる以前から母親の勧めによりキッズモデルとして活動していた時期もあった[13]。
- 2015年7月13日より、事務所に許可を取った上で「らいと」としてニコニコ動画にてゲーム実況プレイ動画を投稿していた[14]。2017年6月にニコニコ動画に投稿していた動画のほとんどを非表示にし、YouTubeに自身のアカウントを作成。現在はYouTubeにて投稿を行い動画編集も自身で行っている。
- 性格は人見知り[3][15]。『宇宙戦隊キュウレンジャー』では変身後のスーツアクターを務める矢部敬三とも最初は互いの演技を見て無言のキャッチボールを行っていたと述べている[3]。一方で、同作品で共演した岐洲匠は最初から山崎に気を遣わず接していき、最も話せていたという[15]。

## 出演
太字は主演。

### 舞台
2011年
- ジュノンボーイ劇男（2011年5月3日 - 5日、AQUA studio）

2012年
- ミュージカル 忍たま乱太郎  - 久々知兵助 役
  - 第三弾 〜山賊砦に潜入せよ〜（2012年1月12日 - 22日、シアターGロッソ）
  - 第三弾 〜山賊砦に潜入せよ〜 再演（2012年7月4日 - 15日、池袋サンシャイン劇場）

- ゼロマンション公演
  - ゼロマンション第2回公演 アクショニズム「High at TOKYO」（2012年10月12日 - 14日・19日・20日、東京タワー1F特設ホール） - 山崎大輝 役

2013年
- ミュージカル 忍たま乱太郎  - 久々知兵助 役
  - 第四弾 〜最恐計画を暴きだせ!!〜（2013年1月9日 - 20日、池袋サンシャイン劇場） - ゲスト出演
  - 第四弾再演 〜最恐計画を暴きだせ!!〜（2013年6月21日 - 7月20日、シアターGロッソ） - ゲスト出演

- ゼロマンション公演
  - ゼロマンション第2回公演「ふらちな侍」（2013年5月23日 - 26日、シアターサンモール） - 奉公人 与平 役 
  - ゼロマンション番外公演 ZEROMANSION NEXT「ノット・ヒーロー」（2013年12月4日 - 8日、下北沢Geki地下Liberty） - 加藤慎治 役 

- タンバリンプロデューサーズ第12回公演「舞台 鬼切丸」（2013年8月3日 - 11日、吉祥寺シアター） - 結城七郎 役 

2014年
- Initial Film株式会社 第三回公演「あなたに贈るキス2」（2014年7月9日 - 13日、六本木俳優座劇場） - 砂川浪 役
- ミュージカル「AMNESIA」re:again（2014年9月3日 - 10日、全労済ホール スペース・ゼロ / 9月2日 - 23日、大阪ビジネスパーク円形ホール） - シン 役
- 聖☆明治座るの祭典〜あんまりカブると怒られちゃうよ〜（2014年12月19日 - 23日、明治座 / 12月27日、梅田芸術劇場） - 市松 役
- る・コン 〜あんなこと、こんなことあったでSHOW〜（2014年12月31日、明治座） - いっくん 役

2015年
- ミュージカル 忍たま乱太郎  - 久々知兵助 役
  - 第六弾 〜凶悪なる幻影!〜（2015年1月15日・16日・18日、サンシャイン劇場）ゲスト出演
  - 第六弾再演 〜凶悪なる幻影!〜（2015年6月25日・26日・7月3日、シアターGロッソ） - ゲスト出演
  - 200回公演記念コンサート『忍術学園 学園祭』（2015年10月16日・17日、品川プリンスホテル ステラボール） - ゲスト出演

- 倫敦影奇譚シャーロック・ホームズ 〜銀髪の使者と七人の容疑者〜（2015年6月17日 - 21日、六行会ホール） - ウィギンス 役
- ゼロマンション公演
  - ゼロマンションプロデュース公演「A.&C.-アダルトチルドレン-」（2015年8月12日 - 16日、中野 ザ・ポケット）

- DIABOLIK LOVERS  - 逆巻アヤト 役
  - DIABOLIK LOVERS（2015年8月26日 - 30日、六行会ホール）

- 日本史×漫才 ヒストリーズ・ジャパン（2015年10月22日 - 25日、新宿シアターモリエール） - 道鏡 / 一休宗純 / 伊藤博文 役

2016年
- 2.5 次元ダンスライブ「ツキステ。」 - 卯月新 役
  - 「ツキステ。」（2016年4月23日 - 5月1日、星陵会館）
  - 「ツキステ。」第二幕 〜月歌奇譚「夢見草」〜（2016年10月27日 - 31日、Zeppブルーシアター六本木）
  - 「ツキステ。」LUNATIC LIVE（2016年12月4日、パシフィコ横浜 国立大ホール）

- DIABOLIK LOVERS  - 逆巻アヤト 役
  - DIABOLIK LOVERS～re:requiem～（2016年8月24日 - 28日、品川プリンスホテル クラブeX）

2017年
- 2.5 次元ダンスライブ「ツキステ。」 - 卯月新 役
  - 「ツキステ。」TRI!『SCHOOL REVOLUTION!』Ver.BLACK（2017年3月8日 - 12日、Zeppブルーシアター六本木）

2018年
- 『あんさんぶるスターズ！エクストラ・ステージ』～Memory of Marionette～（2018年12月28日 - 30日、天王洲銀河劇場 / 2019年1月10日 - 14日、日本青年館ホール /1月18日 - 20日、京都劇場 / 1月25日 - 2月3日、梅田芸術劇場メインホール / 2月6日・7日、アルモニーサンク北九州ソレイユホール / 2月14日・15日、仙台国際センター大ホール） - 斎宮宗 役

2019年
- トム・プロジェクト プロデュース「黄色い叫び」（2019年3月20日 - 26日、全労済ホール スペース・ゼロ / 3月29日・30日、大阪市中央公会堂） - 岡島 役
- メサイア -黎明乃刻-（2019年9月5日 - 8日、シアターGロッソ / 9月13日 - 16日、大阪メルパルクホール / 9月19日 - 9月23日、なかのZERO大ホール） - 藤戸要 役
- 明治座の変 麒麟にの・る（2019年12月31日、明治座） - ゲスト出演

2020年
- 少年社中・東映プロデュース「モマの火星探検記」（2020年1月7日 - 20日、サンシャイン劇場 / 2020年2月1日・2日、岡崎市市民会館あおいホール / 2月7日 - 11日、サンケイホールブリーゼ / 2月15日・16日、福岡市民会館） - ガーシュウィン 役
- ミュージカル「チェーザレ 破壊の創造者」（2020年4月13日 - 5月11日、明治座） - アンジェロ・ダ・カノッサ 役（スクアドラ ヴェルデ / Wキャスト）※新型コロナウイルス感染拡大の影響で中止
- うち劇 朗読劇「サイレント ヴォイス」（2020年5月16日配信） - 新垣優 役
- 舞台「賭博黙示録カイジ」（2020年12月4日 - 6日、京都劇場 / 12月10日 - 13日、ヒューリックホール東京） - 伊藤開司 役

2021年
- 朗読劇 ＃ある朝殺人犯になっていた（2021年1月29日 - 2月7日、全労済ホール スペース・ゼロ）
- ミュージカル『スリル・ミー』（2021年4月3日－5月2日、東京芸術劇場 シアターウエスト）/ 2021年5月、高崎芸術劇場 スタジオシアター/ウインクあいち大ホール/サンケイホールブリーゼ ※新型コロナウイルス感染拡大の影響で公演中止- 彼 役
- 池袋ウエストゲートパーク THE STAGE（2021年6月25日 - 27日、豊洲PIT / 7月1日 - 4日、シアター1010） - 安藤タカシ 役
- 「劇団『ドラマティカ』ACT1／西遊記悠久奇譚」（2021年10月23日 - 27日、日本青年館ホール / 11月1日 - 7日、AiiA 2.5 Theater Kobe / 11月12日 - 14日、TACHIKAWA STAGE GARDEN） - 八戒 / 斎宮宗 役

2022年
- 『ピアフ』（2022年2月24日 - 2022年3月18日、シアタークリエ / 2022年3月25日 - 28日、森ノ宮ピロティホール / 2022年4月1日 - 10日、博多座）- テオ・サラポ 役
- 劇団『ドラマティカ』ACT2/Phantom and Invisible Resonance （2022年6月24日 - 7月3日、品川プリンスホテル ステラボール / 2022年7月8日 - 10日、東大阪市文化創造館 Dream House 大ホール / 2022年7月14日 - 24日、京都劇場 ※7月16日 - 24日は公演関係者に新型コロナウイルスの陽性が確認されたため公演中止）- 和蒜 デニス 健治 / 斎宮宗 役

2023年
- ミュージカル『チェーザレ 破壊の創造者』（2023年1月7日 - 2月5日、明治座） - アンジェロ・ダ・カノッサ 役（スクアドラ ヴェルデ / Wキャスト）
- ミュージカル『ザ・ミュージック・マン』（2023年4月11日 - 5月1日、日生劇場 / 2023年5月6日 - 7日、御園座 / 2023年5月13日 - 15日、梅田芸術劇場メインホール / 2023年5月20日 - 21日、静岡市清水文化会館マリナート 大ホール / 2023年5月26日 - 28日、博多座）- トミー・ジラス 役
- ミュージカル『スリル・ミー』9月7日 - 10月1日 東京芸術劇場 シアターウエスト※大阪、博多、名古屋、高崎公演あり) - 彼役(トリプルキャスト)

2024年
- ミュージカル『スウィーニー・トッド フリート街の悪魔の理髪師』（2024年3月9日 - 30日、東京建物 Brillia HALL） - アンソニー 役（Wキャスト）
- 劇団『ドラマティカ』ACT4/魔女とお菓子の家（2024年8月23日 - 9月8日、品川プリンスホテル ステラボール） - 斎宮宗 役
- ミュージカル『ストーリー・オブ・マイ・ライフ』（2024年11月5日 - 15日、よみうり大手町ホール / 11月22日・23日、サンケイホールブリーゼ） - アルヴィン 役（Wキャスト）
- Mystery Theater vol.2『スターライドオーダー2』（2024年12月28日、ブルースクエア四谷）

2025年
- パルコ・プロデュース 2025『星の降る時』（2025年5月10日 - 6月1日、PARCO劇場 / 6月8日、やまぎん県民ホール / 6月12日 - 15日、兵庫県立芸術文化センター 阪急中ホール / 6月21日・22日、キャナルシティ劇場 / 6月27日 - 29日、穂の国とよはし芸術劇場PLAT 主ホール）
- 『あんさんぶるスターズ！THE STAGE』-Blessing Moment-（2025年10月31日 - 11月9日〈予定〉、品川プリンスホテル ステラボール / 11月14日 - 23日〈予定〉、AiiA 2.5 Theater Kobe） - 斎宮宗 役

### テレビドラマ
- 塚原卜伝（2011年10月、NHK-BS）[2] - 義尹の近習 役
- SPEC〜翔〜警視庁公安部公安第五課 未詳事件特別対策係事件簿（2012年、TBS）[2] - 池田力 役
- ラーメン大好き小泉さん 第2話（2015年7月、フジテレビ）
- 宇宙戦隊キュウレンジャー（2017年2月12日 - 2018年2月4日、テレビ朝日） - ナーガ・レイ / ヘビツカイシルバー / ヘビツカイメタル 役
- 15歳、今日から同棲はじめます。（2018年4月6日 - 6月30日、TOKYO MX） - 宮原成 役
- 明治東亰恋伽（2019年4月9日 - 5月28日、テレビ神奈川） - 川上音二郎 役

### ウェブドラマ
- SHARE!!!〜ここ、アジアの東京にて〜（2016年7月1日 - 9月2日、YouTube） - 太郎 役
- from Episode of スティンガー 宇宙戦隊キュウレンジャー ハイスクールウォーズ（2017年9月9日 - 10月15日、東映特撮ファンクラブ） - ナーガ・レイ / ヘビツカイシルバー 役

### 映画
- ゴメンナサイ（2012年）
- ショートショートオムニバス「Only 4 you」[40]（2015年）
- ショートムービー「Qちゃん」（仮題）[41]（2016年）
- スーパー戦隊シリーズ（東映）
  - 劇場版 動物戦隊ジュウオウジャーVSニンニンジャー 未来からのメッセージ from スーパー戦隊（2017年） - ヘビツカイシルバーの声 役
  - 仮面ライダー×スーパー戦隊 超スーパーヒーロー大戦（2017年） - ナーガ・レイ / ヘビツカイシルバー 役
  - 宇宙戦隊キュウレンジャー THE MOVIE ゲース・インダベーの逆襲（2017年） - ナーガ・レイ / ヘビツカイシルバー 役
- 明治東亰恋伽（2019年） - 川上音二郎 役[42][43][44]

### オリジナルビデオ
- スーパー戦隊シリーズ（東映ビデオ） - ナーガ・レイ / ヘビツカイシルバー 役
  - 宇宙戦隊キュウレンジャー Episode of スティンガー（2017年10月25日発売）
  - 宇宙戦隊キュウレンジャーVSスペース・スクワッド（2018年8月8日発売）[45]
  - ルパンレンジャーVSパトレンジャーVSキュウレンジャー（2019年8月21日発売）

### テレビ番組
- きょーこ先生の空想保健室（2011年7月、NHK教育）[46]
- 第56回 輝く!日本レコード大賞（2014年12月30日、TBS） - 新人賞徳永ゆうきのバックダンサー
- どうなる? 山崎大輝 〜暗闇生活〜（2015年11月2日・9日、TOKYO MX）
- ツキステ。TV（2017年4月5日 - 5月10日、TOKYO MX）
- 声優アウトドア！バラエティ「ぬーキャンプ」（2019年11月7日・14日・21日、tvk） - ゲスト出演
- 戦国炒飯TV 〜なんとなく歴史が学べる映像〜（2020年8月 - 、TOKYO MX 他） - うつけ坂49 長谷川秀一 役[47][48]

### ウェブ番組
- ファイナルファンタジーXIVチャンネル #7 新兵シーズン2 オーディション（2015年5月2日、ニコニコ生放送）
- Only 4 you 公開記念生放送（2015年9月26日、アメスタ）
- ヒストリーズ・ジャパン 公演記念 公開特別番組（2015年10月12日、Ameba FRESH! Studio）
- キャストサイズニュース（ニコニコ生放送）
  - 第31回（2015年9月16日）ゲスト：佐藤流司 / 神永圭佑 / 山崎大輝 / 味方良介
  - 第56回（2016年9月7日）ゲスト：和合真一 / 土井一海 / 山崎大輝
- さしめし 山崎大輝×小野友樹（2018年2月15日・16日、LINE LIVE）
- 小野友樹の行こうぜ！友トピア（ニコニコ生放送）
  - 初回放送スペシャル（2018年4月12日）
  - 第18回（2019年10月9日）
- 「月刊 あんさんぶるスタジオ！12月号～あんステスペシャル」（2018年12月13日、ニコニコ生放送）
- めいこいラヂオ 浪漫deナイト #29（2019年4月17日、ニコニコ生放送）
- ダミヘの扉（2019年4月26日、ニコニコ生放送）
- エレチャン -ELEMENTARY CHANNEL-（YouTube）
  - 【I.S.O.Fes.(Day.2)】夏フェスの出演者エリアに潜入、楽屋へ突撃！！（2019年6月17日）
  - 生バンドで英語禁止カラオケしたらヤバイことになった！！（2019年9月9日）
  - フリスクで自滅！？ 山崎大輝の過去、現在、未来のコト（2019年9月16日）
  - 大集合!!宇宙戦隊キュウレンジャー忘年会!!（2019年12月30日）
  - まさかの展開!? 嘘つきは誰だ!!人狼大会（2020年1月6日）
- あさステ！（2019年11月27日・12月4日、超!A&G+）
- キャスト・スタッフ生出演！少年社中・東映プロデュース「モマの火星探検記」開幕直前スペシャル（2019年12月19日、ニコニコ生放送）
- A&G ARTIST ZONE 山崎大輝のTHE CATCH（2022年9月26日 - 、超!A&G+）

### ラジオ
- RADIO DISCO -333Fri. from TOKYO TOWER-（2013年3月22日、東京タワー大展望台1F Club333）[49]
- ドル★ラジ 第17回（2014年10月24日）[50] - 番組内サプライズゲスト
- 山崎大輝の揃え！運命のビンゴ！（2019年9月5日 - 28日、アプリ『マンガPark』配信）

### ゲーム
- JUNON BOY COLLECTION Mobage（2012年）
- アニドルカラーズ（2019年、iOS・Android） - 加地泰志 役

### ドラマCD
- 宇宙戦隊キュウレンジャー オリジナルサウンドトラック サウンドスター1 - 3（2017年） - ナーガ・レイ / ヘビツカイシルバー 役

### MV
- 徳永ゆうき セカンドシングル「平成ドドンパ音頭」（2014年9月17日）
- 小野友樹「Mission"CLAUS"」（2019年12月18日、ミニアルバム『Winter Voice Friends』収録曲）

### 雑誌
- JUNON（主婦と生活社）
- StagePASH!（2014年10月18日、主婦と生活社)
- newbie! stage_02（2015年6月29日、KADOKAWA / エンターブレイン）
- キャストサイズ夏の特別号2016
- オトメディアステミュ Vol.4（2016年9月15日）
- HERO VISION VOL.63・64・65・66・67・71・72
- TVガイドStage Stars vol.1

### ライブ・イベント
- タワーボーイズ結成発表会（2012年5月15日、東京タワー大展望台1F Culb333）[51]
- ゼロマンションSHOW（2012年5月26日、東京タワー正面1塔脚）
- 東京タワー天の川イルミネーション点灯式（2012年6月1日、東京タワー大展望台1F Culb333）[52]出演：吉松育美 / タワーボーイズ / ノッポン弟
- Club333「333TUESDAY」〜トレ×トレチューズデー〜（2012年6月5日・8月7日・9月4日・10月9日・11月6日・12月4日・2013年1月8日・2月5日・3月5日、東京タワー大展望台1F Club333）[53]
- Summer Fes in Tokyo Tower（2012年8月13日・14日、東京タワーフットタウン特設会場）
- Starlight night-high!!!（2012年8月21日、東京タワー大展望台1F Club333）ゲスト：才川コージ / 山崎大輝
- 映画「ハイザイ」公開記念イベント『めんそ〜れ、東京タワー』（2012年9月9日、東京タワー1F特設ホール）出演：落合モトキ / 育乃介 / 才川コージ / 山崎大輝
- 生男ch公開放送〜やぁ!お元気ですか？〜（2012年10月7日、新宿ロフトプラスワン）出演：磯貝龍虎 / 西山丈也 / 鳥越裕貴 / 小西成弥 / 樋口裕太 / 山崎大輝
- Starlight night-high!!!（2013年3月19日、東京タワー大展望台1F Club333）II部 朗読＆トークショー
- タワーボーイズ Presents スペシャルトーク&LIVE（2013年4月9日・5月14日・6月11日・7月9日・9月10日・10月8日・11月12日・12月10日・2014年1月14日・2月11日・3月11日、東京タワー大展望台1F Club333）
- 「フットバス」芸能人男子フットサルイベント（2013年4月27日・28日、墨田区総合体育館サブアリーナ）[54]
- MUSIC ON TOWER（2014年4月15日、東京タワー大展望台1F Club333）
- 男笑 2014 at 新宿FACE（2014年5月5日、新宿FACE）[55]
- 男笑2014 at 横浜赤レンガ倉庫（2014年7月21日、横浜赤レンガ倉庫）
- ゼロマンション第三回公演「テングメン」（2014年8月6日 - 10日、笹塚ファクトリー） - アフタートークMC
- めざましライブ（2014年8月24日、お台場新大陸） - 徳永ゆうきバックダンサー（樋口裕太 / 小川慧 / 山崎大輝）
- 山崎大輝が料理男子!?（2015年2月8日、GREEN AND MEAT LIFE）
- ミュージカル「AMNESIA」re:again DVD発売イベント（2015年3月21日、ニッショーホール）
- るの上映会（2015年4月12日、関内ホール） - 夜の部ゲスト
- 「Only 4 you」完成披露試写会（2015年10月21日）
- 「Only 4 you」上映イベント（2015年10月31日・11月6日、キネカ大森）ゲスト：樋口裕太 / 山崎大輝 / 小川慧（31日のみ） / 育乃介 / 熊谷まどか
- ITOH COMPANYプレゼンツ「サヨナラサイキックオーケストラ」世界の終わりは、いつも夏。（2015年11月5日、シアター風姿花伝） - アフタートークゲスト
- AMYUNE FAN MEETING 2015.11.1（2015年11月1日、発明会館ホール）
- 山崎大輝X'masあっ…Birthday party! [56] (2015年12月19日 都内)
- 舞台「DIABOLIK LOVERS」DVD発売記念イベント（2016年5月15日）
- 山崎大輝 1st LIVE（2016年5月30日、池袋CYBER）
- 舞台「A.&C. -アダルトチルドレン-」DVD発売先行上映会（2016年6月6日、TOHOシネマズ新宿）
- ドラマ「ランチタイム終わりました。」DVD発売記念イベント（2016年6月19日）
- 「スリリングな日常」上映会（2016年7月4日・5日）
- ツキステ。サマーライブ（2016年8月21日）
- 「Only 4 you」DVD発売記念イベント（2016年9月3日、東京タワー内・タワーズダイナー）
- 『2.5 次元ダンスライブ「ツキウタ。」ステージ』BD発売記念イベント BACKSTAGE PARTY in GINZA（2016年9月19日、ダイジェスト）
- 舞台「DIABOLIK LOVERS～re:requiem～」DVD先行上映会アンバサダー（2016年10月24日）
- ツキステ。劇中歌CD発売記念イベント（2016年11月26日）
- 「宇宙戦隊キュウレンジャー THE MOVIE ゲース・インダベーの逆襲」公開記念 宇宙戦隊キュウレンジャースペシャルイベント（2017年7月15日、中野サンプラザホール）
- 超英雄祭  KAMEN RIDER × SUPER SENTAI LIVE & SHOW 2018（2018年1月24日、武道館）
- 1日限りのTSUTAYA EBISUBASHI店 店長、山崎大輝です。（2018年2月23日、TSUTAYA EBISUBASHI店）
- カレンダー先行お渡し会イベント（2019年2月11日）
- Vシネクスト『ルパンレンジャーVSパトレンジャーVSキュウレンジャー』キュウレンデー（2019年5月7日、109シネマズ木場）
- 茨城総合物産音楽フェスティバル2019 I.S.O.Fes.2019（2019年5月26日、千波湖 ふれあい広場・さくら広場）
- 第3回「明治東亰キネマ倶楽部in明治村」（2019年6月1日、明治村）
- Taiki LIVE EVENT 2019（2019年7月30日、渋谷Mt RAINER HALL）
- あんさんぶるスターズ！エクストラ・ステージ 〜Memory of Marionette〜 Blu-ray&DVD発売記念イベント（2019年8月2日）
- JUNON「山崎大輝」ファースト・トレーディングカード 発売記念イベント（2019年8月10日・17日）
- 小野友樹の行こうぜ！友トピ園2019 ～君はサンタをどうしたい2019～（2019年12月7日、全電通ホール） - ゲスト
- カレンダー発売記念シール貼りイベント（2020年2月23日）
- オンラインライブイベント 岸洋佑×Taiki（山崎大輝） 「ディスタンスジャンクション」（ツイキャス）
  - ROUTE1（2020年4月30日）
  - ROUTE2（2020年5月30日）
  - ROUTE3（2020年7月22日）
  - ROUTE4（2020年8月25日）
  - 特別編（2020年9月27日）
- 中川晃教コンサート2020 feat.ミュージカル「チェーザレ 破壊の創造者」（2020年7月11日・12日、明治座） - ゲスト[57]
- 山崎大輝パーソナルブック「僕の初海外はこんな旅になった。」発売記念イベント（2020年8月15日、星野書店近鉄パッセ店・MARUZEN&ジュンク堂書店梅田店 / 2020年8月29日、HMV＆BOOKS SHIBUYA）
- 「Multicolored World!」発売記念インストアイベント（2020年10月10日、アニメイト渋谷・タワーレコード渋谷店 / 10月11日、HMV＆BOOKS SHIBUYA）
- 「Multicolored World!」発売記念ミニライブ（2020年10月21日・22日、新宿BLAZE）
- Taiki LIVE 2020 〜現実逃避〜（2021年1月19日、恵比寿The Garden Hall ※無観客生配信 / 2021年1月25日、BIGCAT ※新型コロナウイルス感染拡大の影響で中止）
- カレンダー発売記念トーク＆シール貼りイベント（2021年2月14日）
- 戦国炒飯TV 武士ロックフェスティバル 2021 冬の陣（2021年2月23日、パシフィコ横浜　国立大ホール）※無観客配信[58]
- Taiki LIVE 2021（2021年8月27日・28日、渋⾕PLEASURE PLEASURE）
- Taiki LIVE「タイトル未定」（2022年8月26日 渋⾕PLEASURE PLEASURE）

### 玩具
- 宇宙戦隊キュウレンジャー 変身コントローラー DXダークセイザブラスター（2018年1月） - ナーガ・レイ 役

### その他
- ドラマ「ランチタイム終わりました。」DVD（2016年6月発売）
- ドラゴンネストM PR企画（2019年4月12日 - 5月11日）
- アプリ内配信
  - 「恋シチュ 『君に笑顔を見せたくて』」（2019年5月31日、アニメビーンズ）
  - 「今シチュ」（2019年6月10日、アニメビーンズ）
- JUNON「山崎大輝」ファースト・トレーディングカード（2019年8月10日）
- CM
  - TOSHIBA「有機ELレグザ」商品説明動画ナレーション（2020年5月）
  - DMM.com「2.5次元はじめました。篇」（2020年12月）

## CD

### デジタル・シングル
| 配信日        | タイトル  | 販売形態 |
| ------------- | --------- | -------- |
| 2020年5月19日 | 現実逃避  | 音楽配信 |
| 2020年6月23日 | vivid sky | 音楽配信 |

### キャラクターソング
| 発売日  | 商品名                                      | 歌                                                                                     | 楽曲                | 備考                                           |
| 2018年  | 2018年                                      | 2018年                                                                                 | 2018年              | 2018年                                         |
| ------- | ------------------------------------------- | -------------------------------------------------------------------------------------- | ------------------- | ---------------------------------------------- |
| 1月28日 | 宇宙戦隊キュウレンジャー オールスター全曲集 | テンビンゴールド / バランス（小野友樹）、ヘビツカイシルバー / ナーガ・レイ（山崎大輝） | 「AGEPOYO☆DANCE!!」 | テレビドラマ『宇宙戦隊キュウレンジャー』関連曲 |

## 書籍
- 山崎大輝ファースト写真集 Impression（2017年1月19日、主婦と生活社）
- 山崎大輝パーソナルブック『僕の初海外はこんな旅になった。』（2020年3月13日、主婦と生活社）